# Die verrückte Welt der Ute Bock
Die verrückte Welt der Ute Bock ist ein österreichischer Spielfilm, der den Alltag der Wiener Flüchtlingshelferin Ute Bock thematisiert, und ist das zweite filmische Porträt über sie. Zuvor erschien der Dokumentarfilm Bock for President, ebenfalls von den österreichisch-iranischen Filmemachern Houchang Allahyari und Tom-Dariusch Allahyari. 
Der Film ist genretechnisch kaum zu klassifizieren. Er bewegt sich zwischen gesellschaftskritischer Melodramatik und schwarzem Humor. In dem Film sind Handlungen, die sich nicht dokumentarisch festhalten lassen, szenisch nachgestellt. Sie basieren auf wahren Begebenheiten. Gastrollen übernahmen Schauspieler und Kabarettisten wie Josef Hader, Roland Düringer, Karl Markovics, Andreas Vitasek oder Viktor Gernot.

## Handlung
Täglich kommen bedürftige Menschen, meist Flüchtlinge in das Büro von Ute Bock im 2. Bezirk in Wien. Darunter auch eine armenische Flüchtlingsfamilie, die ein schweres Schicksal durchlebt hat. Der Vater leidet an Diabetes, die beiden kleinen Söhne sind schwer traumatisiert, und sie suchen eine Aufenthaltsgenehmigung. Schwerpunktmäßig geht es auch um einen unter pseudoliberalem Deckmantel aufblitzenden Alltagsrassismus der Österreicher. Abschiebung, Bürokratie, verqueres Rechtsverständnis und erniedrigender Umgang mit Menschen seitens der Polizei sind die zentralen Begriffe, mit denen sich Allahyari auseinandersetzt.

## Genre
Die verrückte Welt der Ute Bock ist ein Spielfilm, der allerdings immer wieder von Interviewausschnitten mit Frau Bock im Stadtkino (Wien) unterbrochen wird, in denen sie Fragen von Schülern beantwortet. Neben Schauspielern agieren zudem Laien. Die Spielszenen bewegen sich zwischen dramaturgischer Inszenierung und Dokumentarcharakter, wodurch der Film ein tragikomisches Wesen erhält.

## Rezension
„Der Regisseur Houchang Allahyari will in seinem zweiten Bock-Film jene Härtefälle zeigen, die im ersten Streifen zu kurz gekommen sind. Sehr gut.“

## Statements des Regisseurs
„Es ist ein politischer, aber kein parteipolitischer, Film, spannend und unterhaltsam. Er erzählt nicht nur die Geschichte von AsylwerberInnen sondern auch die der ‚anderen Seite‘, der Polizei - unter anderem von Polizisten, die mit eigenen Problemen zu Ute Bock kommen.“